# Le Treillis
Le Treillis  – ou La Femme aux fleurs – est un tableau réalisé par le peintre français Gustave Courbet en 1862. Cette huile sur toile de format horizontal représente une jeune femme s'occupant d'un treillage recouvert de nombreuses fleurs. Acquise en 1950, l'œuvre est conservée au musée d'Art de Toledo, à Toledo, dans l'Ohio, aux États-Unis.